# 원우 (배우)
원우는 대한민국의 배우이다.

## 영화
- (2006년) 《라디오 스타》 ... 서울 PD 역
- (2012년) 《내가 살인범이다》 ... 경호원 4 역
- (2020년) 《히트맨》 ... 싸이먼부하 2 역
- (2022년) 《해적: 도깨비 깃발》 ... 평양 상인 역
- (2023년) 《30일》 ... 장탁호 역
- (2023년) 《더 와일드: 야수들의 전쟁》 ... 양기 역